# Ambulocetus natans
Ambulocetus natans är ett utdött däggdjur från eocenperioden. Det levde för 50–49 miljoner år sedan, beräknas ha blivit cirka 3 meter långt och liknat en krokodil till formen. Troligen var det huvudsakligen vattenlevande men kom upp till ytan för att andas. Ambulocetus natans skaffade föda genom att lurpassa under vattnet vid en flodstrand och vänta på djur som kom för att dricka. Då bytesdjuret böjde sig ner anföll Abulocetus natans blixtsnabbt och drog ner bytet under ytan och dränkte det.

## Fossil
Fossil efter Ambulocetus natans påträffades för första gången 1904 i Pakistan, som fortfarande är den enda fyndplatsen. Arten är en kandidat till titeln som felande länk mellan valar och landlevande däggdjur, och dess vetenskapliga släktnamn Ambulocetus betyder "Den gående valen". 

## Inom populärkulturen
Ambulocetus skildrades i BBC:s TV-serie Odjurens tid 2001.